# Sedlec u Radonic
Sedlec u Radonic (německy Zettlitz) je zaniklá vesnice a část obce Radonice v okrese Chomutov. Nachází se asi šest kilometrů jihozápadně od Radonic. Vesnice zanikla v roce 1954 kvůli zřízení vojenského újezdu Hradiště.

## Název
Název vesnice je zdrobnělinou slova sedlo. V historických pramenech se jméno vesnice vyskytuje ve tvarech: Sedlec (1420), Sedlcz (1545), Czetlycze (1590), Zettelitz (1608), Zetlitz a Sedlitz (1787), Zettlitz a Cedlitz nebo Sedlitz (1846).

## Historie

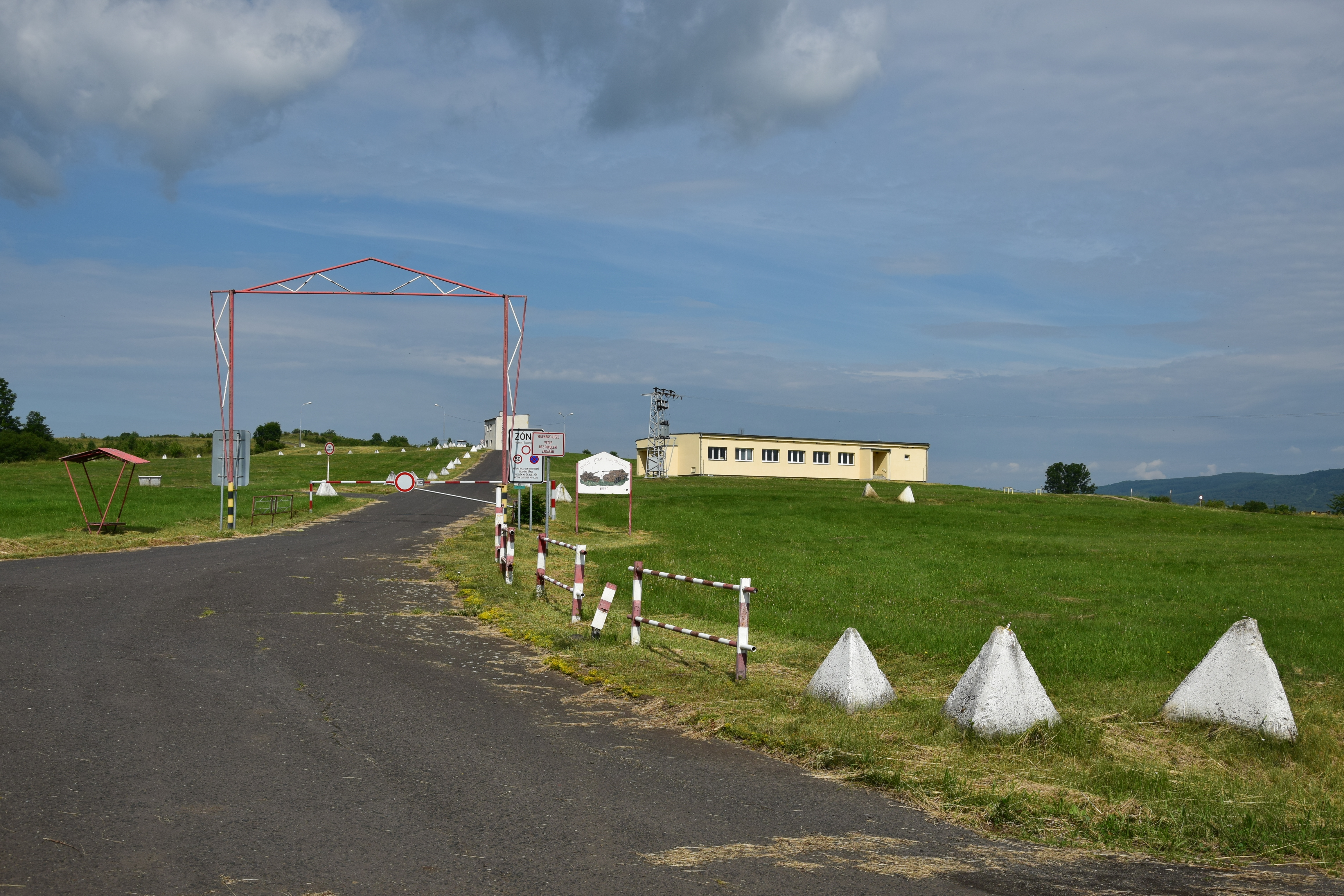
Místo, kde stávala vesnice, se nachází za hranicí vojenského újezdu.

První písemná zmínka o Sedlci pochází z roku 1420, kdy jej král Zikmund věnoval pražskému klášteru křižovníků s červenou hvězdou. Na konci patnáctého století vesnice patřila k panství Vojnín, které roku 1535 koupil od Petra z Vojnína hrabě Albert Šlik. Přes vesnici vedla obchodní cesta od Radonic k Trmové, u které se napojovala na tzv. žlutickou cestu. Albrecht Šlik toho využil, a v Sedlci roku 1545 začal vybírat silniční clo.
Ve druhém desetiletí sedmnáctého století Sedlec patřil Vilému Vojtěchovi Doupovci z Doupova (z rodu Doupovců z Doupova), který za účast na stavovském povstání v letech 1618–1620 o vesnici přišel. Během třicetileté války poklesl význam obchodní cesty, a samotná vesnice přechodně zanikla. Byla sice obnovena, ale nové sídlo vzniklo asi půl kilometru od staré vsi.
Koncem osmnáctého století vesnice patřila k mašťovskému panství a stával v ní poplužní dvůr a mlýn. Podle díla Johanna Gottfrieda Sommera z roku 1846 v Sedlci žilo 244 obyvatel v 31 domech. Součástí vesnice byly tři vzdálenější samoty: panský poplužní dvůr Nový dvůr (též Arnoštův dvůr nebo Ernesti Hof) východně od vsi a na jihovýchodě stávaly Jalový dvůr (Galtenhof) s ovčínem a o něco blíže Sedlecký mlýn.
V kapli z roku 1934 bývala umístěna pamětní deska padlým v první světové válce. Děti z vesnice navštěvovaly školu v Turči a za většinou ostatních služeb se muselo docházet do Mašťova. Přímo v Sedlci stával jen hostinec.
Po vysídlení Němců z Československa poklesl počet obyvatel ze 163 v roce 1945 na 64 v roce 1947. Roku 1954 byla vesnice úředně zrušena a zbořena. Její zástavba stávala na rozhraní katastrálních území Žďár u Hradiště a Tureč u Hradiště v okrese Karlovy Vary. Původní katastrální území měřilo 770 hektarů a po zrušení vsi bylo rozděleno: západní část se stala součástí vojenského újezdu Hradiště, zatímco východní připadla do okresu Chomutov.

## Přírodní poměry
Katastrální území Sedlec u Radonic měří 3,93 km². Oblast leží na východním úpatí Doupovských hor, konkrétně v jejich okrsku Rohozecká vrchovina v nadmořské výšce v rozmezí přibližně 425–531 metrů. Nejvyšším bodem je vrchol kopce Houština jihozápadně od Mašťova. Vodu odvádí potok Dubá, který je přítokem Liboce, a patří tedy k povodí Ohře. Půdní pokryv v širším okolí tvoří kambizem eutrofní vyvinutá na svahovinách čedičů.
V rámci Quittovy klasifikace podnebí celé území leží v mírně teplé oblasti MT4, pro kterou jsou typické průměrné teploty −2 až −3 °C v lednu a 16–17 °C v červenci. Roční úhrn srážek dosahuje 500–750 milimetrů, sníh zde leží 60–80 dní v roce. Mrazových dnů bývá 110–130, zatímco letních dnů jen 20–30.
Do severní části katastrálního území zasahují okrajové partie přírodní rezervace Sedlec, ale stejnojmenný rybník leží v katastrálním území Mašťov. Jižní úbočí vrchu Houština je od 6. dubna 2021 smluvně chráněným územím zvaným Mašťovský les. V lese s rozlohou 123,7 hektaru jsou předmětem ochrany biotopy evropsky významné lokality Doupovské hory, konkrétně bučiny, eurosibiřské stepní doubravy, dubohabřiny. V chráněném území žije netopýr černý a netopýr velký.

## Obyvatelstvo
Při sčítání lidu v roce 1921 zde žilo 200 obyvatel (z toho 101 mužů) německé národnosti a římskokatolického vyznání. Podle sčítání lidu z roku 1930 měla vesnice 190 obyvatel: tři Čechoslováky a 187 Němců. Kromě jednoho evangelíka se hlásili k římskokatolické církvi.
|                                                                    | 1869 | 1880 | 1890 | 1900 | 1910 | 1921 | 1930 | 1950 | 1961 | 1970 | 1980 | 1991 | 2001 | 2011 | 2021 |
| ------------------------------------------------------------------ | ---- | ---- | ---- | ---- | ---- | ---- | ---- | ---- | ---- | ---- | ---- | ---- | ---- | ---- | ---- |
| Obyvatelé                                                          | 205  | 212  | 180  | 180  | 180  | 200  | 190  | 81   | .    | .    | .    | .    | 1    | 1    | 2    |
| Domy                                                               | 33   | 33   | 34   | 34   | 34   | 34   | 36   | 36   | .    | .    | .    | .    | 1    | 2    | 1    |
| Údaje z let 1961 až 1991 jsou zahrnuty k datům Kadaňského Rohozce. |      |      |      |      |      |      |      |      |      |      |      |      |      |      |      |

## Obecní správa
Po zrušení patrimoniální správy se Sedlec stal roku 1850 obcí. Při sčítáních lidu v letech 1869–1921 patřil jako osada k obci Tureč, ale v roce 1923 byl opět obcí. V roce 1954 se vysídlená vesnice stala částí vojenského újezdu Hradiště. Část katastrálního území byla připojena k Mašťovu a od 1. ledna 2002 je částí obce Radonice.